# Футбольный альянс
Футбольный альянс (англ. Football Alliance) — футбольная лига в Англии, которая существовала на протяжении трёх сезонов: 1889/90, 1890/91 и 1891/92.
Альянс был сформирован 12-ю клубами в качестве альтернативы Футбольной лиге, первый сезон которой прошёл в 1888/89 годах. В Футбольной лиге также выступало 12 клубов. Футбольный альянс покрывал территорию, сопоставимую с Футбольной лигой, растянувшись от Мидлендса до Северо-запада, а также на восток в Шеффилд, Гримсби и Сандерленд. Первым чемпионом Альянса стал клуб «Уэнсдей».
По завершении первого сезона в Футбольном альянсе, когда «Сток» был исключён из Футбольной лиги, Альянс принял этот клуб в свои ряды в качестве нового участника. В следующем году «Сток» и «Дарвен», ещё один клуб Альянса, были приняты в Футбольную лигу, которая расширилась до 14 клубов.
В 1892 году было решено объединить две эти лиги. Так был создан Второй дивизион Футбольной лиги, в который вошли в основном бывшие клубы Футбольного альянса. Клубы, уже игравшие в Футбольной лиге, а также три сильнейших клуба Альянса, составили Первый дивизион Футбольной лиги.

## Клубы-участники
- Ардуик[2] (1891—1892)
- Бирмингем Сент-Джорджес (1889—1892)
- Бутл[2] (1889—1892)
- Бертон Свифтс[2] (1891—1892)
- Кру Александра[2] (1889—1892)
- Дарвен[1] (1889—1891)
- Гримсби Таун[2] (1889—1892) [2]
- Линкольн Сити[2] (1891—1892)
- Лонг Итон Рейнджерс (1889—1890)
- Ньютон Хит[1] (1889—1892)
- Ноттингем Форест[1] (1889—1892)
- Уэнсдей[1] (1889—1892)
- Смолл Хит[2] (1889—1892)
- Сток[1] (1890—1891)
- Сандерленд Альбион (1889—1891)
- Уолсолл Таун Свифтс[2] (1889—1892)

Примечания

- 1. ↑  Был приглашён в Первый дивизион Футбольной лиги.
- 2. ↑  Был приглашён во Второй дивизион Футбольной лиги.

## Чемпионы Футбольного альянса
| Сезон     | Чемпионы         | Второе место       |
| --------- | ---------------- | ------------------ |
| 1889/1890 | Уэнсдей          | Бутл               |
| 1890/1891 | Сток             | Сандерленд Альбион |
| 1891/1892 | Ноттингем Форест | Ньютон Хит         |